# Saint-Vallier, Drôme
Saint-Vallier är en kommun i departementet Drôme i regionen Auvergne-Rhône-Alpes i sydöstra Frankrike. Kommunen ligger i kantonen Saint-Vallier som tillhör arrondissementet Valence. År 2022 hade Saint-Vallier 4 083 invånare.

## Befolkningsutveckling
Antalet invånare i kommunen Saint-Vallier
Referens:INSEE